# آپاش
آپاش (به فرانسوی: Apach) یک کمون (فرانسه) در فرانسه است که در canton of Sierck-les-Bains واقع شده‌است. آپاش ۳٫۳۵ کیلومتر مربع مساحت دارد ۱۱۵ متر بالاتر از سطح دریا واقع شده‌است.